# Мухасилович, Абдула
Абдула Мухасилович (сербохорв. Abdulah Muhasilović; 1898 — после 21 октября 1944, точно неизвестно) — первый полевой имам 13-й горной дивизии СС «Ханджар».

## Биография
Отец — Байро Мухасилович. Вырос в Сараево. В 1943 году вступил в Ваффен-СС, с июня 1943 года назначен главным имамом 13-й горной дивизии СС «Ханджар». Являлся самым возрастным из всех улемов дивизии. Проводил регулярные религиозные службы и наставления младших имамов в штаб-квартире дивизии. В июле направлен на курсы в Берлине, организованные обергруппенфюрером СС Готтлобом Бергером. Со слов Звонимира Бернвальда, Мухасилович был обычным бабником.
В том же году Мухасилович выступил в Нойхаммере с речью, в которой призвал мусульман Боснии и Герцеговины бороться против коммунистического движения ради выживания. Однако вскоре он разочаровался в своих убеждениях и 21 октября 1944 года поднял бунт в Церне, после чего сбежал с группой из 100 человек. Они примкнули к отряду из 500 человек, которые сдались югославским партизанам из 18-й хорватской бригады в районе Маоча — Рахич.
Послевоенная судьба неизвестна.